# 十訓抄
『十訓抄』（じっきんしょう、じっくんしょう）は鎌倉時代中期の教訓説話集。
仏典「十善業道経」に発想し、「十訓」こと十ヶ条の教誡を掲げ、古今和漢の教訓的な説話約280話を通俗に説く。儒教的な思想が根底を流れる。年少者の啓蒙を目的に編まれ、その後の教訓書の先駆となった。三巻/十編。
序文には「広く和漢の書物に目を通し、その中から教訓となる話を集めた」と書かれている。平安朝を中心に本朝・異邦の説話280を収め、『大和物語』『江談抄』『古事談』などの先行説話集や『史記』『漢書』など引用書の範囲は広い。また、平清盛など平家一門の生活圏における説話に、作者が直接見聞したと考えられるものも含まれている。

## 成立
序文に従うと、建長4（1252）年の成立。
編者は未詳。当代随一の儒者として知られた菅原為長とする説、「妙覚寺本」なる伝本の奥書に記された「六波羅二臈左衛門入道」という人物とする説がある。
六波羅二臈左衛門入道には、湯浅宗業、後藤基綱、佐治重家などが比定されている。

## 受容
後代の説話集に大きな影響を与え、『東斎随筆』などが本集を出典としている。また、『古今著聞集』と重複する話も多いことから、『古今著聞集』の増補時に使用されたと考えられている。

## 十訓の内容
概ねそれぞれの徳目に沿った説話が収められるが、各編の分量は一定しない（最長の第十篇が80話以上を持つ一方、第二篇はわずか5話）。また、徳目自体も伝本によって多少の異同がある。
- 第一　人に恵を施すべき事
- 第二　傲慢を離るべき事
- 第三　人倫を侮らざる事　＝人を馬鹿にしない事
- 第四　人の上を誡むべき事
- 第五　朋友を選ぶべき事
- 第六　忠直を存ずべき事
- 第七　思慮を専らにすべき事
- 第八　諸事を堪忍すべき事、もっとよく考えて生きる事
- 第九　懇望を停むべき事
- 第十　才芸を庶幾（しょき、心から願う）すべき事

## 伝本
一類本（平仮名本・第七篇と第十篇の後半を欠く）、二類本（片仮名本）、三類本（一類本の欠部を二類本によって補う）、四類本（二類本に近い、流布本）の四種に大別される。いずれも成立から時代の降った近世以降の伝本であり、総じて古写本には恵まれない。
泉基博が二類本の完本（宮内庁書陵部本）を発見して以来、伝本研究が進展した。現在、二類本が原態に近いものとして重視されるが、一類本が原態に近い部分もある。
現行の版本は、「新訂増補国史大系」（吉川弘文館）、「新編日本古典文学全集」、抜粋版「日本の古典を読む」（各・小学館）、「十訓抄」（岩波文庫、度々復刊）がある。
「新編日本古典文学全集」は二類本の宮内庁書陵部本。「岩波文庫」は一類本の東京大学国文学研究室本を主な底本とする。